# راجيش (ممثل)
راجيش هو ممثل هندي، ولد في 20 ديسمبر 1949 في الهند.

## وصلات خارجية
- راجيش (ممثل) على موقع IMDb (الإنجليزية)
- راجيش (ممثل) على موقع قاعدة بيانات الفيلم (الإنجليزية)